# Evarcha squamulata
Evarcha squamulata är en spindelart som först beskrevs av Simon 1902.  Evarcha squamulata ingår i släktet Evarcha och familjen hoppspindlar. Inga underarter finns listade i Catalogue of Life.